# Збаразька ділянка первоцвіту весняного
Зба́разька діля́нка первоцві́ту весня́ного — ботанічна пам'ятка природи місцевого значення в Україні. Розташована на північній околиці села Базаринці Тернопільського району Тернопільської області, за 3 км від міста Збараж, зліва від залізниці Тернопіль — Ланівці, на відкосі завширшки 50 м і завдовжки 300 м.
Площа — 1 га. Оголошено об'єктом природно-заповідного фонду рішенням Тернопільської обласної ради від 26 квітня 1996 № 90. Перебуває у віданні Львівської дистанції захисних лісонасаджень.
Під охороною цінна лікарська рослина — первоцвіт весняний.